# Áron Szilágyi
Áron Szilágyi (* 14. Januar 1990 in Budapest) ist ein ungarischer Säbelfechter und dreifacher Olympiasieger.

## Leben
Szilágyi begann im Alter von zehn Jahren mit dem Fechten. 2009 legte er am Mihály-Fazekas-Gymnasium in Budapest sein Abitur ab. Anschließend studiert der 1,80 Meter große Sportler Internationale Beziehungen an der Loránd-Eötvös-Universität (ELTE). Er wurde zunächst von György Gerevich trainiert, nach dessen Tod im Jahr 2008 dann von Béla Somlai. Szilágyi gehört dem Budapester Sportverein Vasas SC an.

## Erfolge
2007 wurde er mit der Säbelmannschaft Weltmeister. Er nahm an den Olympischen Sommerspielen 2008 in Peking teil und belegte den siebten Platz mit der Mannschaft und den fünfzehnten Platz im Einzel.  Bei den Olympischen Sommerspielen 2012 in London wurde Szilágyi Olympiasieger im Säbelfechten, den Sieger von 2008 Zhong Man besiegte er im Achtelfinale 15:10. 2015 wurde er Europameister. Bei den Olympischen Sommerspielen 2016 in Rio de Janeiro gelang es ihm, seinen Olympiasieg im Finale gegen den US-Amerikaner Daryl Homer zu verteidigen. Bei den Olympischen Sommerspielen 2020 in Tokio konnte er diesen Erfolg gegen den Italiener Luigi Samele wiederholen und sich seine dritte Goldmedaille in Folge sichern. Mit der Mannschaft gewann er außerdem Bronze. Bei den Olympischen Spielen 2024 in Paris verlor er sein Auftaktgefecht gegen den Kanadier Farès Arfa und schied aus. Mit dem Team gewann er die Silbermedaille.

## Ehrungen
- 2012: Offizier des Ungarischen Verdienstordens
- 2012: Ehrenbürger von Budapest
- 2016: Sportler des Jahres in Ungarn
- 2016: Kommandeur des Ungarischen Verdienstordens
- 2021: Großkreuz des Ungarischen Verdienstordens[3]